# 陛下外交使團司儀
陛下外交使團司儀（英語：His Majesty's Marshal of the Diplomatic Corps）是英國王室的高級成員。是英國君主與倫敦外交界的聯絡人，安排君主舉行每年的外交使團接待活動，定期組織大使和高級專員的國書遞交儀式，以及監督外交官出席國家活動。陛下外交使團司儀的任期一般為十年，以前都是退役高級軍官，不過最後三位司儀都是外交官。司儀由外交使團副司儀、第一助理司儀和其他助理司儀協助。
陛下外交使團司儀辦公室於1920年創建，取代了司禮官辦公室，該辦公室的歷史可追溯至1620年。1920年之前，副司儀被稱為禮儀司儀。